# Ондарроа
Ондарроа (баск. Ondarroa (офіційна назва), ісп. Ondárroa) — муніципалітет в Іспанії, у складі автономної спільноти Країна Басків, у провінції Біская. Населення — 8921 особа (2009).
Муніципалітет розташований на відстані близько 340 км на північ від Мадрида, 41 км на схід від Більбао.

## Демографія
Динаміка населення (INE ):

## Галерея зображень

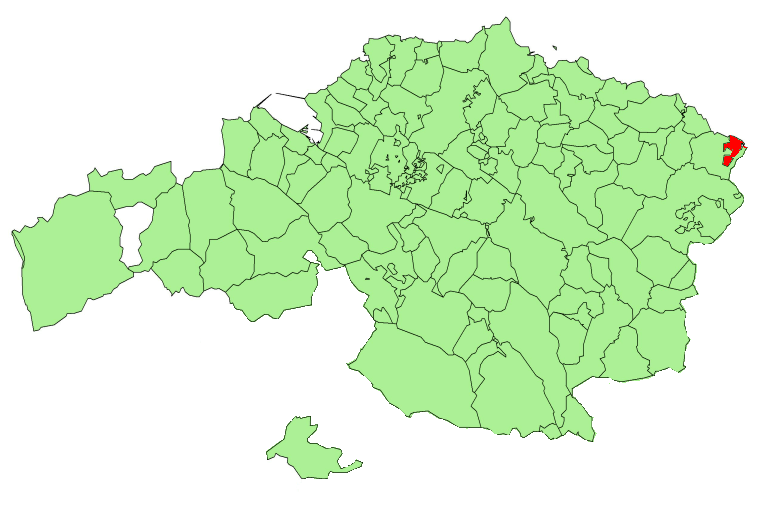
Розташування муніципалітету
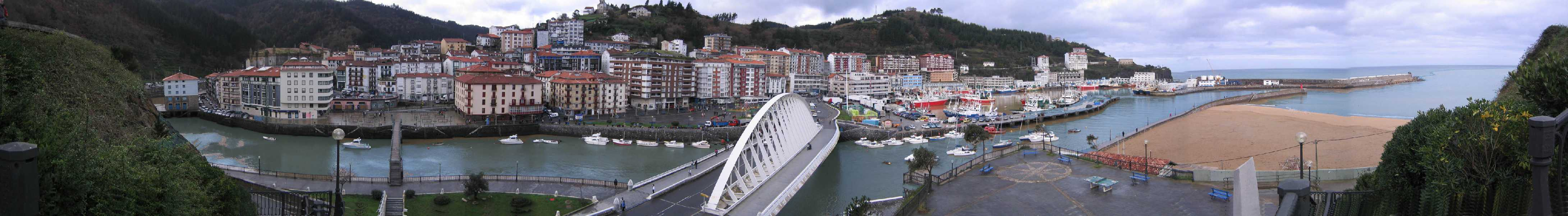
Панорама
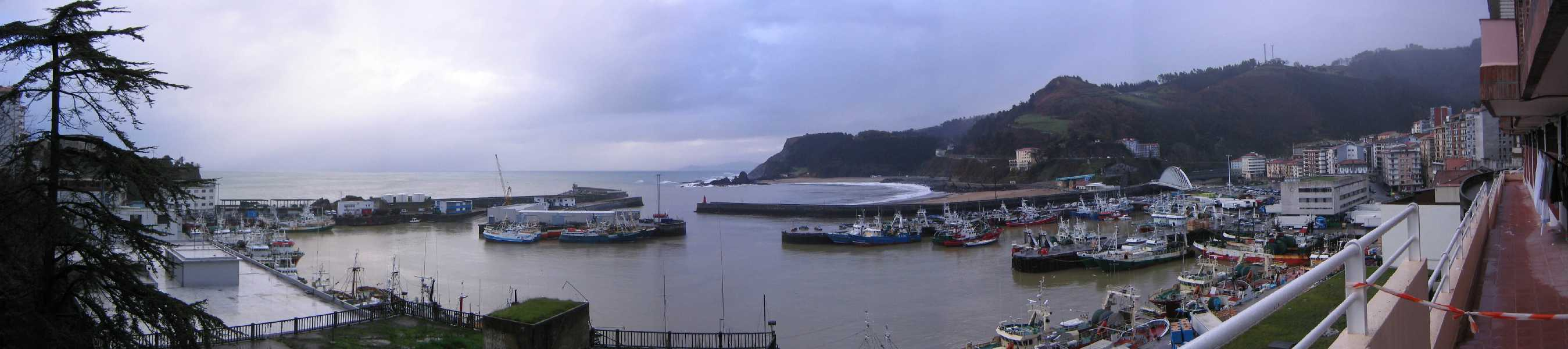
Порт